# Maledictosuchus
Maledictosuchus es un género extinto de crocodiliforme marino perteneciente a la  familia de los Metriorhynchidae, que vivió en España durante el Jurásico Medio (Calloviense medio). Es el más basal y más antiguo miembro del subclado Rhacheosaurini.

## Referencias

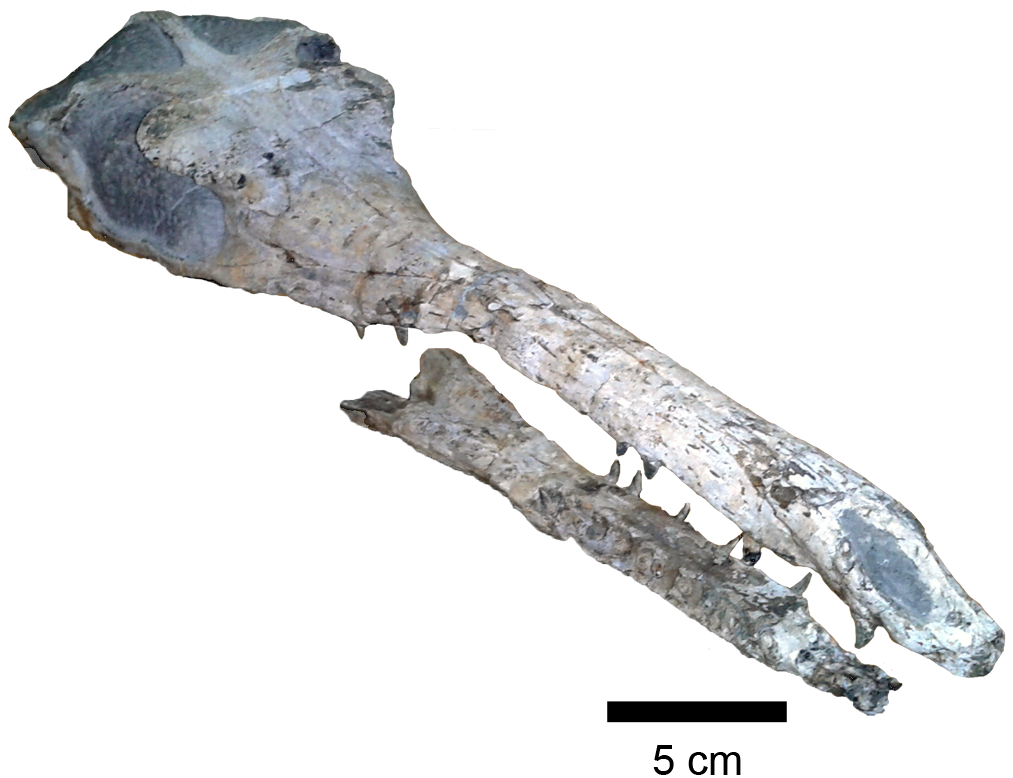
Cráneo holotipo